# Shichirin

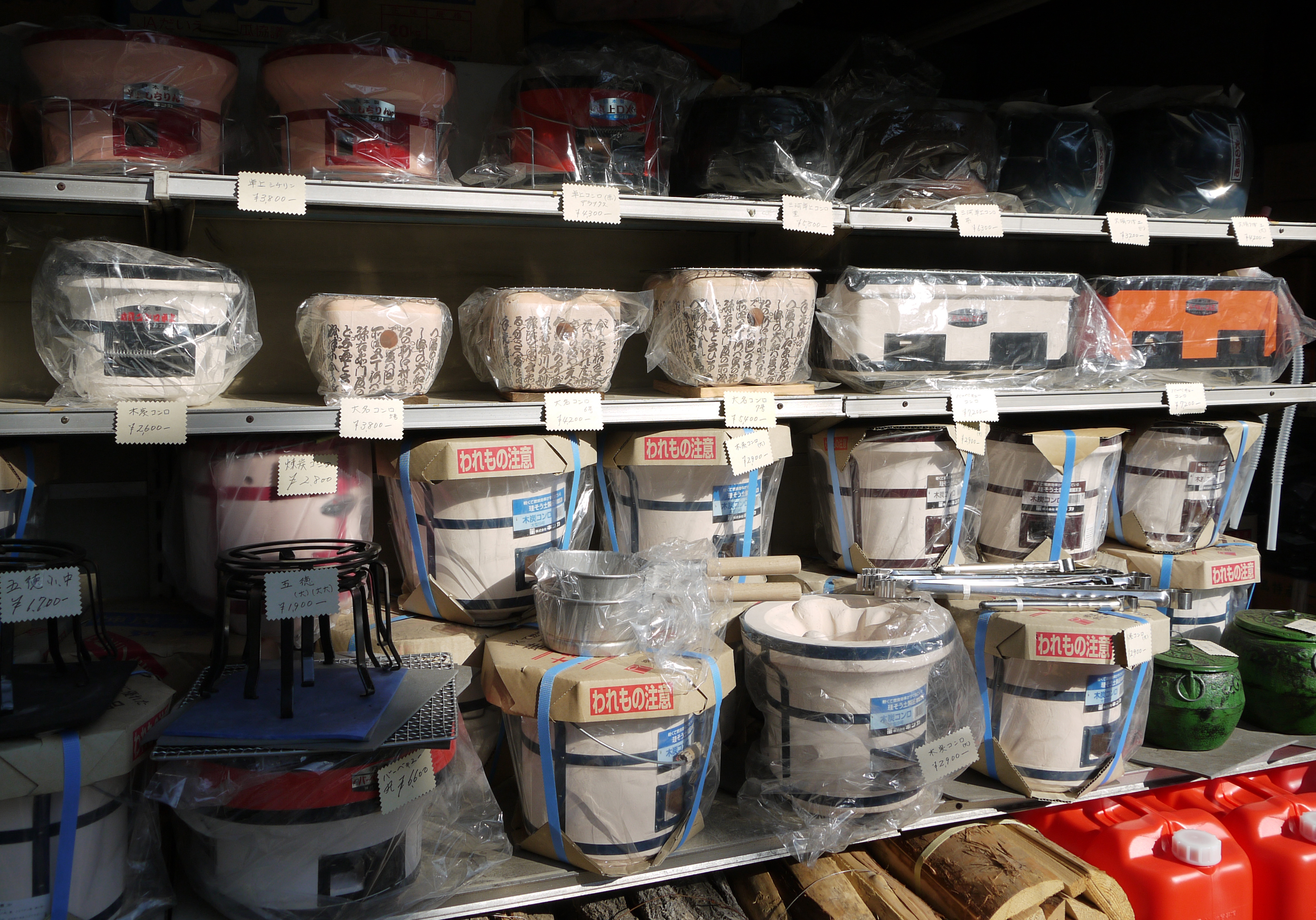
Shichirin atuais

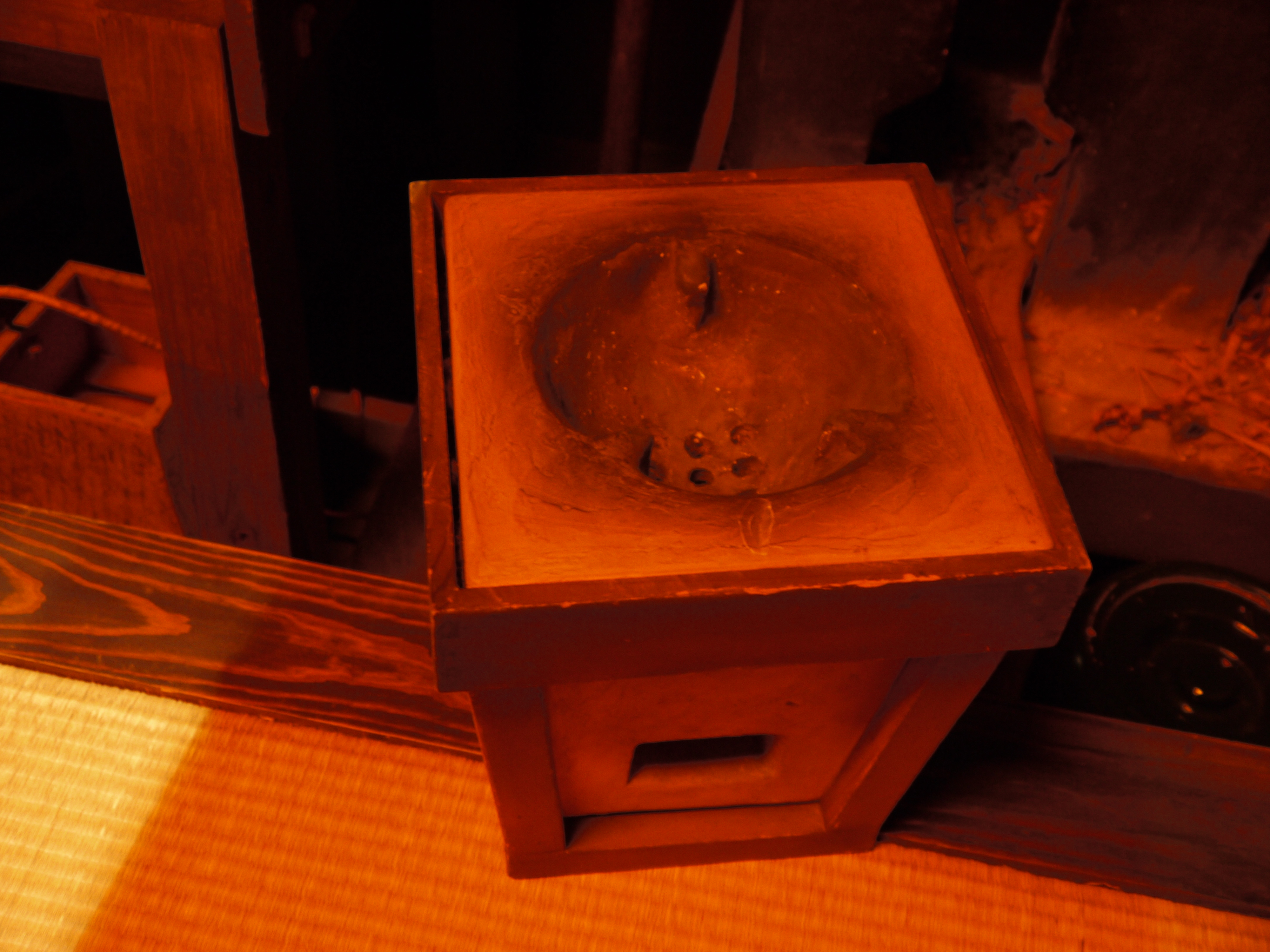
"Fogão" Shichirin, datado do final do período Edo [http://www.kcf.or.jp/fukagawa/ (Museu de Fukagawa Edo)

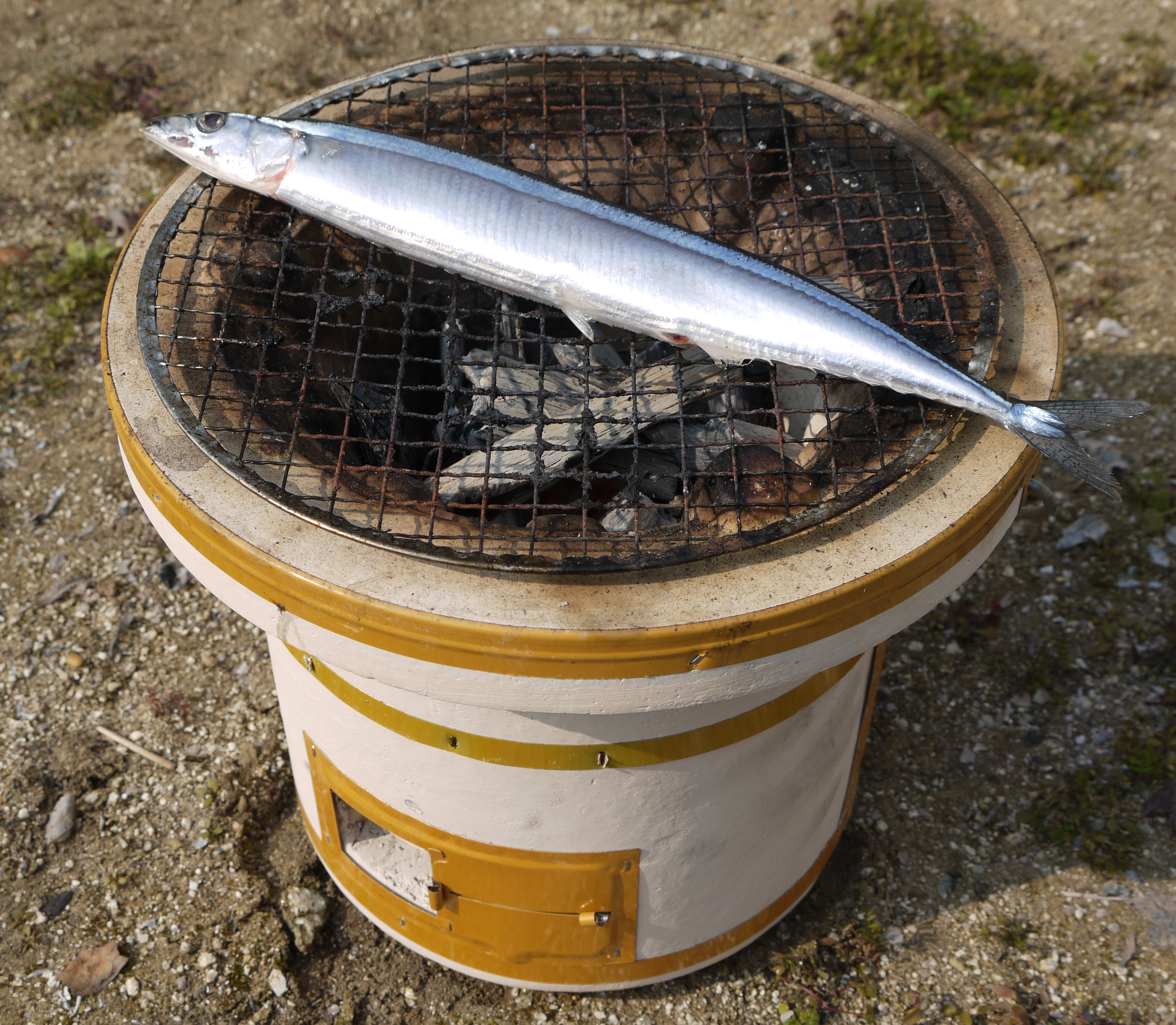
Shichirin sendo usado para grelhar um peixe da espécie Cololabis saira no carvão (sanma), evocando uma imagem outonal japonesa

O shichirin em japonês:  七輪 , literalmente "sete rodas") é um pequeno grelhador a carvão .

## Etimologia
Shichirin, sendo uma palavra composta formada pelos caracteres七 (shichi ou nana, "sete") e 輪 (rin ou wa, "roda", "laço" ou "anel"), pode ter sua criação sugerida por meio dos kanji que a compõem. Uma história popular liga o "rin" de shichirin à denominação da moeda do período Edo, a moeda de um rin (embora seja um o caractere empregado neste caso seja outro: 厘). Diz-se que o shichirin era uma forma acessível de cozinhar uma refeição porque a quantidade de carvão necessária para cada uso custava apenas sete rin.

## Descrição
O shichirin é um fogão leve, compacto e fácil de se movimentar. O carvão vegetal é o combustível normalmente usado. Diz-se que o shichirin é feito mais ou menos da mesma maneira que no período Edo. Os shichirins antigos eram feitos principalmente de cerâmica e muitos podem ser encontrados em casas antigas. A maioria dos shichirin modernos é feita aquecendo-se terra diatomácea, mas as matérias-primas não são as mesmas. Alguns shichirin são feitos com uma dupla estrutura de cerâmica interna e externa. A forma é principalmente cilíndrica, quadrada ou retangular, e o tamanho também varia. Muitas variedades de shichirin são feitos para diferentes usos. Na região de Kansai, eles também são conhecidos como kanteki.

## "Hibachi" norte-americano
Na América do Norte, pequenas grelhas para churrasco que lembram shichirin são referidos como "hibachi" ou "estilo hibachi", que em japonês se refere a um pequeno dispositivo de aquecimento com brasas que geralmente não é usado para cozinhar. Sugere-se que essas grelhas foram originalmente comercializadas de forma confusa como "hibachi" quando foram introduzidas na América do Norte. A palavra "hibachi" também é (incorretamente) usada em algumas partes dos Estados Unidos para se referir a churrascarias japonesas ou restaurantes teppanyaki.